# Kleintroisdorf

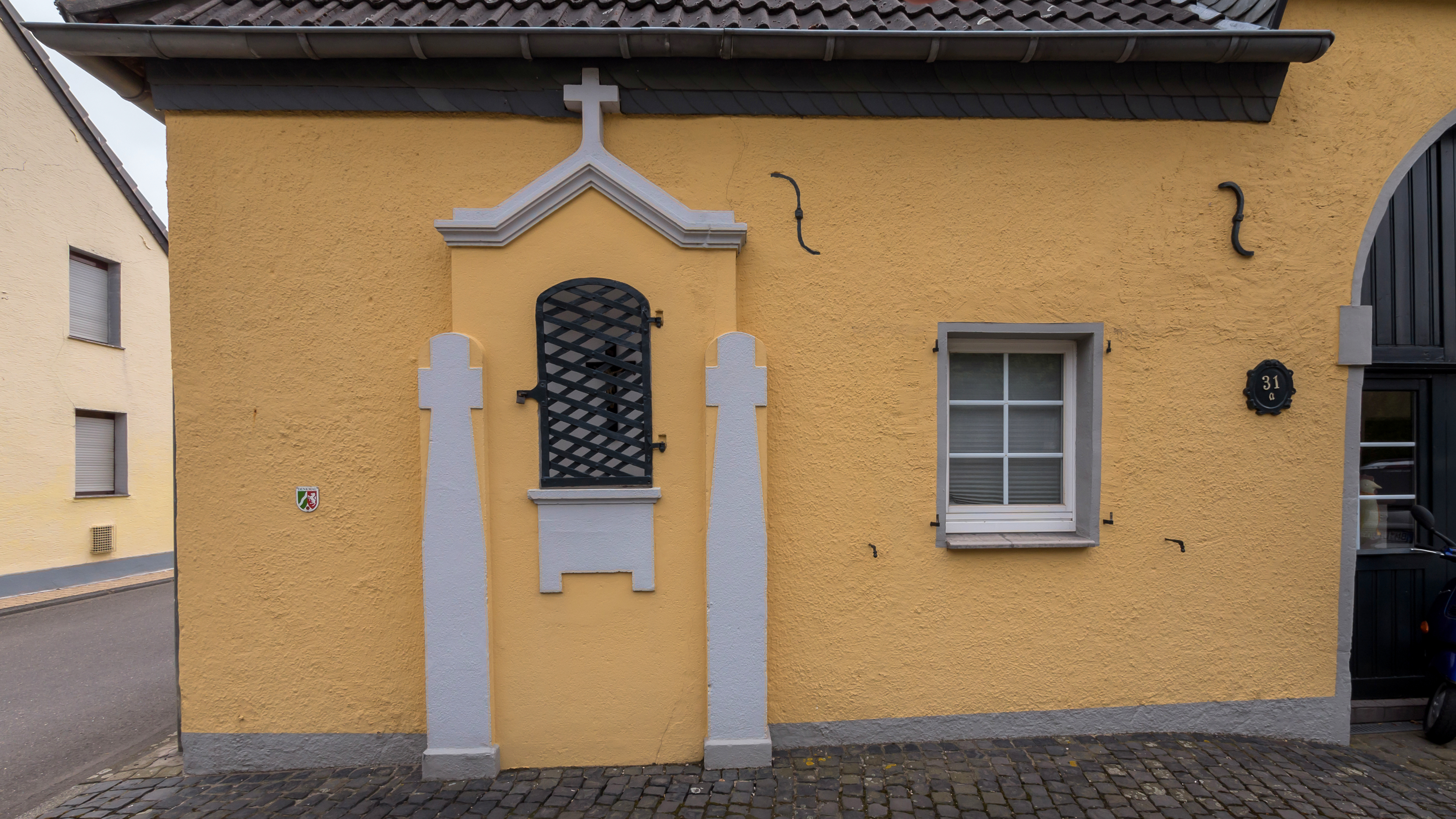
Oberembter Straße 31 Kapitelshof mit Bilderstock

Kleintroisdorf ist ein Stadtteil von Bedburg im Rhein-Erft-Kreis, Nordrhein-Westfalen. Ortsbürgermeister  für Kleintroisdorf und Kirchtroisdorf ist Achim Renner (CDU).

## Lage
Kleintroisdorf liegt westlich von Bedburg. Die Landesstraße 277 und die Kreisstraße 37 führen am Ort vorbei. Nordöstlich des Dorfes verläuft die Bundesautobahn 61.

## Geschichte
Kirchtroisdorf und Kleintroisdorf waren schon im frühen Mittelalter besiedelt. Das haben archäologische Funde gezeigt. Früher war das Dorf Sitz des Rittergeschlechts von Troisdorf. Mit der Hofesfeste war eine Kapelle verbunden, die um 1300 als Pfarrkirche bezeichnet wird. 
Erst zu Beginn des 14. Jahrhunderts werden die beiden Orte getrennt bezeichnet. 
Kleintroisdorf ist ein ehemaliger Höfeweiler und besaß ursprünglich drei Großhöfe. Der Hausmannshof als Nachfolger des Kerpener Kapitelhofes ist der größte Hof im Ort.